# Ніколенко Анатолій Володимирович
Анато́лій Володи́мирович Ніко́ленко (15 липня 1960, Харків — 20 серпня 2014, Грабське) — солдат резерву, Міністерство внутрішніх справ України, учасник російсько-української війни. Кавалер ордена «За мужність».

## Короткий життєпис
Народився 1960 року в місті Харків. Закінчив харківську середню школу № 106.
Учасник війни в Афганістані (1979—1981, частина базувалася в місті Файзабад, 860-й окремий мотострілецький полк). Обіймав посаду механіка-водія, проходив службу до травня 1981-го.
Працював в автомобільному сервісі; в 2010-х — охоронцем.
У часі російсько-української війни з травня 2014-го — кулеметник, 2-й батальйон спеціального призначення НГУ «Донбас». Брав участь у визволенні міст Артемівськ, Лисичанськ, Попасна, Курахове. З 13 серпня 2014 року брав участь в боях за звільнення міста Іловайськ Донецької області.
Загинув 20 серпня 2014 року в часі бою за звільнення Іловайська. Російські терористи захопили автобус з пораненими бійцями батальйону. Двоє поранених загинуло — Артем Кузяков і Анатолій Ніколенко, інших вдалося відбити. Мікроавтобус «Тойота», на якому з Іловайська вивозили поранених (за свідченням офіцера з позивним «Дантист», у машині перебували 8 бійців батальйону «Донбас» та військовослужбовець ЗСУ) в районі села Грабське (Амвросіївський район) потрапив у засідку, влаштовану двома взводами регулярних військ ЗС РФ. Ніколенко дістав тяжке поранення та підірвав ручною гранатою себе й кількох росіян, які намагалися захопити його в полон.
Вдома залишилися сестра й двоє дітей — рідний та прийомний син. Похований у Харкові, на 10-му кварталі 18-го кладовища.

## Нагороди та вшанування
За особисту мужність і героїзм, виявлені у захисті державного суверенітету та територіальної цілісності України, вірність військовій присязі під час російсько-української війни нагороджений
- орденом «За мужність» III ступеня (27.11.2014, посмертно).
- 1 липня 2015 року на честь Анатолія Ніколенка його позивним («Карат») названо один із танків танкової роти 46-го батальйону ЗСУ «Донбас-Україна».
- У Попасній вулицю Піонерську перейменували на вулицю Анатолія Ніколенка.
- Вшановується 20 серпня на щоденному ранковому церемоніалі вшанування українських захисників, які загинули цього дня у різні роки внаслідок російської збройної агресії[1]
- Його портрет розміщений на меморіалі «Стіна пам'яті полеглих за Україну» у Києві: секція 3, ряд 3, місце 11.
- «Іловайський Хрест» (посмертно)